# Sermoise-sur-Loire
Sermoise-sur-Loire é uma comuna francesa na região administrativa de Borgonha-Franco-Condado, no departamento Nièvre. Estende-se por uma área de 24,92 km². Em 2010 a comuna tinha 1 567 habitantes (densidade: 62,9 hab./km²).